# José María Caneda
José María Caneda Antelo (Santiago de Compostela, 1 de febrero de 1947 - Santiago de Compostela, 24 de junio de 2024) fue un empresario y dirigente deportivo español. Fue presidente de la Sociedad Deportiva Compostela desde 1988 hasta 2011, y bajo su mandato el club gallego ascendió hasta Primera División.

## Biografía
José María Caneda nació en Santiago de Compostela en 1947, en el seno de una familia numerosa de orígenes humildes. De joven practicó atletismo en clubes deportivos locales y destacó como corredor de fondo, llegando a ser campeón de Galicia en 1963. Posteriormente estudió un grado de formación profesional en electrónica y montó un taller de bobinado de motores; invirtió parte del dinero ganado en la compra y venta de parcelas.
En sus últimos años de vida recibió tratamiento contra un cáncer de estómago. Falleció el 24 de junio de 2024, en la noche de San Juan, a los 77 años.

### S. D. Compostela (1987-2011)
En 1987 fue nombrado miembro de la directiva de la Sociedad Deportiva Compostela gracias a su experiencia en una entidad local, el Amio Sociedade Deportiva. Un año más tarde asumió la presidencia del club de fútbol, que en aquella época militaba en Tercera División y atravesaba problemas económicos.
Durante los primeros años de presidencia de Caneda, la S. D. Compostela armó un proyecto para ascender a la Liga de Fútbol Profesional (LFP). En 1989 contrató al entrenador Fernando Castro Santos, quien logró dos ascensos consecutivos hasta debutar en Segunda División en la temporada 1991-92. Ese mismo año transformó a la entidad en una sociedad anónima deportiva y el plantel se reforzó con jugadores experimentados como Pichi Lucas, Fabiano, Tato Abadía, Bellido y Christopher Ohen. Después de tres temporadas en la categoría de plata, el Compostela logró subir a Primera División en la temporada 1993-94 por primera vez en su historia, tras superar al Rayo Vallecano en la promoción.
El Compostela permaneció cuatro temporadas en Primera División, desde 1994 hasta 1998. Caneda se convirtió en una figura carismática en el fútbol español de los noventa por los buenos resultados del equipo, sus declaraciones sin filtro a la prensa, y su mala relación con otros dirigentes, entre ellos Jesús Gil, presidente del Atlético de Madrid, con quien tuvo una pelea a puñetazos en la sede de la LFP. Una vez Castro Santos se marchó tras lograr la permanencia en la edición 1994-95, Caneda contrató como entrenador a Fernando Vázquez en la temporada 1995-96: bajo su mandato el club gallego finalizó la primera vuelta en segundo lugar, convirtiéndose en la revelación del curso, si bien acabó cayendo hasta la décima plaza.
La situación del equipo cambió tras el descenso a Segunda División en la temporada 1997-98. Caneda hizo una notable inversión para recuperar la plaza en la máxima categoría, pero los resultados no acompañaron y el Compostela entró en números rojos. En 2003 el equipo descendió administrativamente a Segunda B por impago de deudas a jugadores. Un año más tarde, con una plantilla de circunstancias, el club bajó a Tercera División y encadenó otro descenso por impagos a Regional Preferente.
La junta de accionistas del Compostela aprobó la liquidación del club deportivo en 2006 por las deudas contraídas. Sin embargo, Caneda estaba en contra de la medida y adquirió en subasta pública el nombre comercial de la entidad. Ese año asumió la presidencia de un equipo amateur, la Sociedad Deportiva Campus Stellae, para convertirlo en la nueva Sociedad Deportiva Compostela. Su gestión no dio los resultados esperados, de nuevo con problemas económicos y deportivos, y en 2011 se retiró definitivamente tras vender el equipo al empresario Antonio Quinteiro.
En 2022, Caneda recordó su etapa al frente del Compostela en la serie documental La Liga de los hombres extraordinarios, producido por Movistar Plus y dedicado al fútbol español en la década de 1990.